# Oleksandr Safronov
Oleksandr Safronov est un footballeur ukrainien né le 11 juin 1999 à Zaporijjia. Il joue au poste de défenseur.

## Biographie

### En club
Il est formé au Metalurh Zaporijia, avant de rejoindre le FK Dnipro en mars 2017, mais sans jouer avec les seniors. En juin 2017, il signe au SK Dnipro-1. Il joue son premier match avec les pros contre le Metalist 1925 Kharkiv.

### En sélection
Avec les moins de 19 ans, il inscrit deux buts en mars 2018, contre la Serbie et la Roumanie. Ces deux rencontres rentrent dans le cadre des éliminatoires de l'Euro des moins de 19 ans. Il participe ensuite quelques semaines plus tard à la phase finale du championnat d'Europe des moins de 19 ans qui se déroule en Finlande. Lors de cette compétition, il joue deux matchs. Les Ukrainiens s'inclinent en demi-finale face au Portugal.
Par la suite, avec les moins de 20 ans, il dispute la Coupe du monde des moins de 20 ans en 2019. Lors du mondial junior organisé en Pologne, il joue quatre matchs. Les Ukrainiens sont sacrés champions du monde en battant la Corée du Sud en finale.

## Statistiques
| Saison                | Club                      | Championnat           | Championnat | Championnat | Coupe(s) nationale(s) | Coupe(s) nationale(s) | Compétition(s) continentale(s) | Compétition(s) continentale(s) | Compétition(s) continentale(s) | Total | Total |
| Saison                | Club                      | Division              | M.          | B.          | M.                    | B.                    | Comp.                          | M.                             | B.                             | M.    | B.    |
| 2017-2018             | SK Dnipro-1               | D3                    | 16          | 1           | -                     | -                     | -                              | -                              | -                              | 16    | 1     |
| 2018-2019             | SK Dnipro-1               | D2                    | 3           | 0           | -                     | -                     | -                              | -                              | -                              | 3     | 0     |
| 2019-2020             | SK Dnipro-1               | D1                    | 12          | 0           | -                     | -                     | -                              | -                              | -                              | 12    | 0     |
| Sous-total            | Sous-total                | Sous-total            | 31          | 1           | -                     | -                     | -                              | -                              | -                              | 31    | 1     |
| 2018-2019             | Zirka Kropyvnytsky (prêt) | D2                    | 12          | 0           | 1                     | 0                     | -                              | -                              | -                              | 13    | 0     |
| 2020                  | Levadia Tallinn (prêt)    | D1                    | 8           | 2           | -                     | -                     | -                              | -                              | -                              | 8     | 2     |
| Total sur la carrière | Total sur la carrière     | Total sur la carrière | 51          | 3           | 1                     | 0                     | -                              | -                              | -                              | 52    | 3     |

## Palmarès
- Vainqueur de la Coupe du monde des moins de 20 ans en 2019 avec l'équipe d'Ukraine des moins de 20 ans